# ناراینه گورو
نارایَنه گورو (به هندی: नारायण गुरु،  Nārāyana Guru)( زادهٔ ۱۸۵۶-مرگ ۱۹۲۸) قدیس، فرزانه، پیامبر و اصلاح‌طلب هندی بود. او بر سیستم کاست (سیستم طبقاتی هندو) تاخت و خواستار برپایی آزادی روحانی و برابری اجتماعی شد. او دانش ودایی بالایی داشت و چامه‌سرایی زبردست بود. شعار او یک طبقه، یک دین و یک خدا برای انسان بود.

## نگارخانه

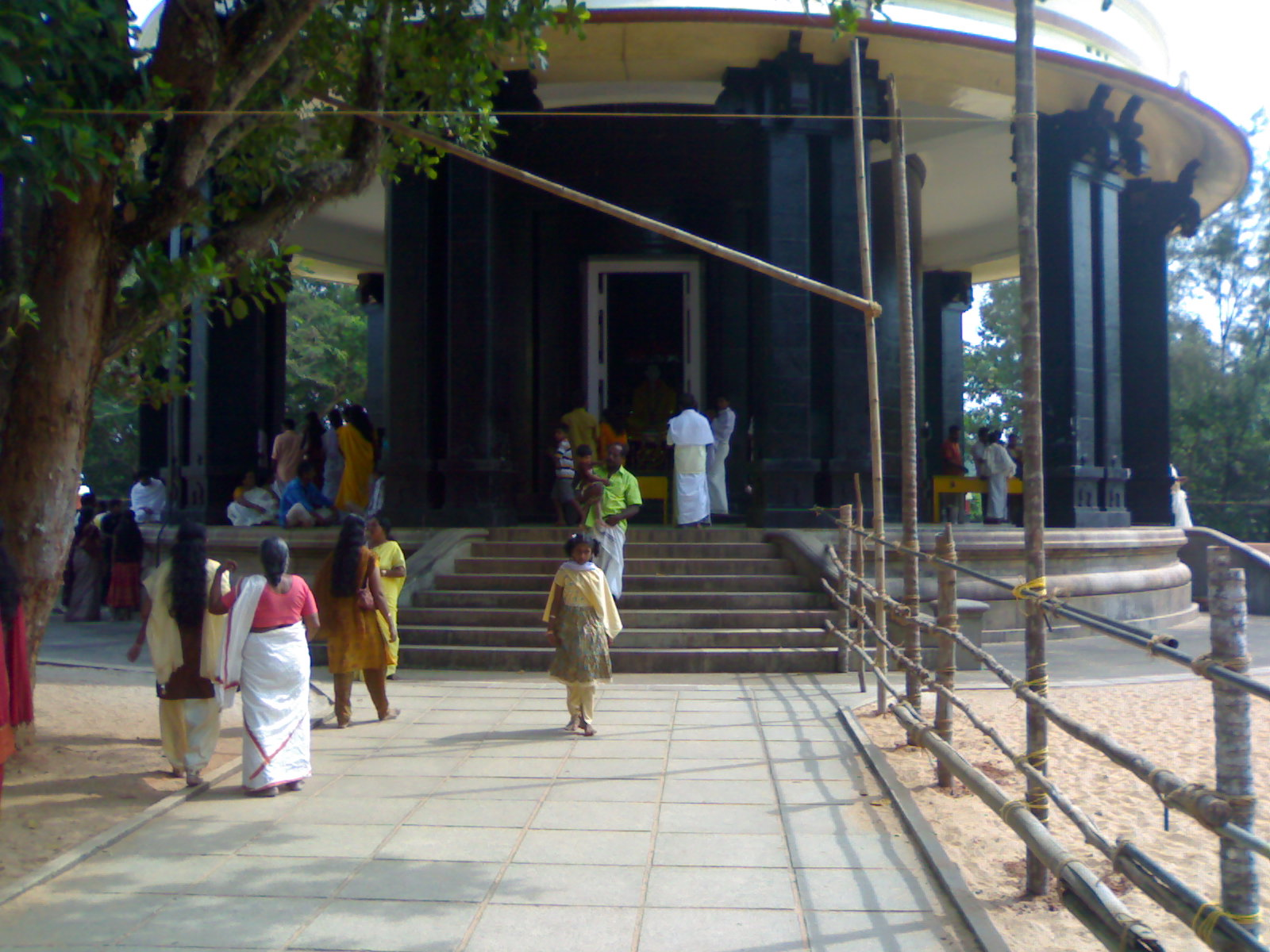
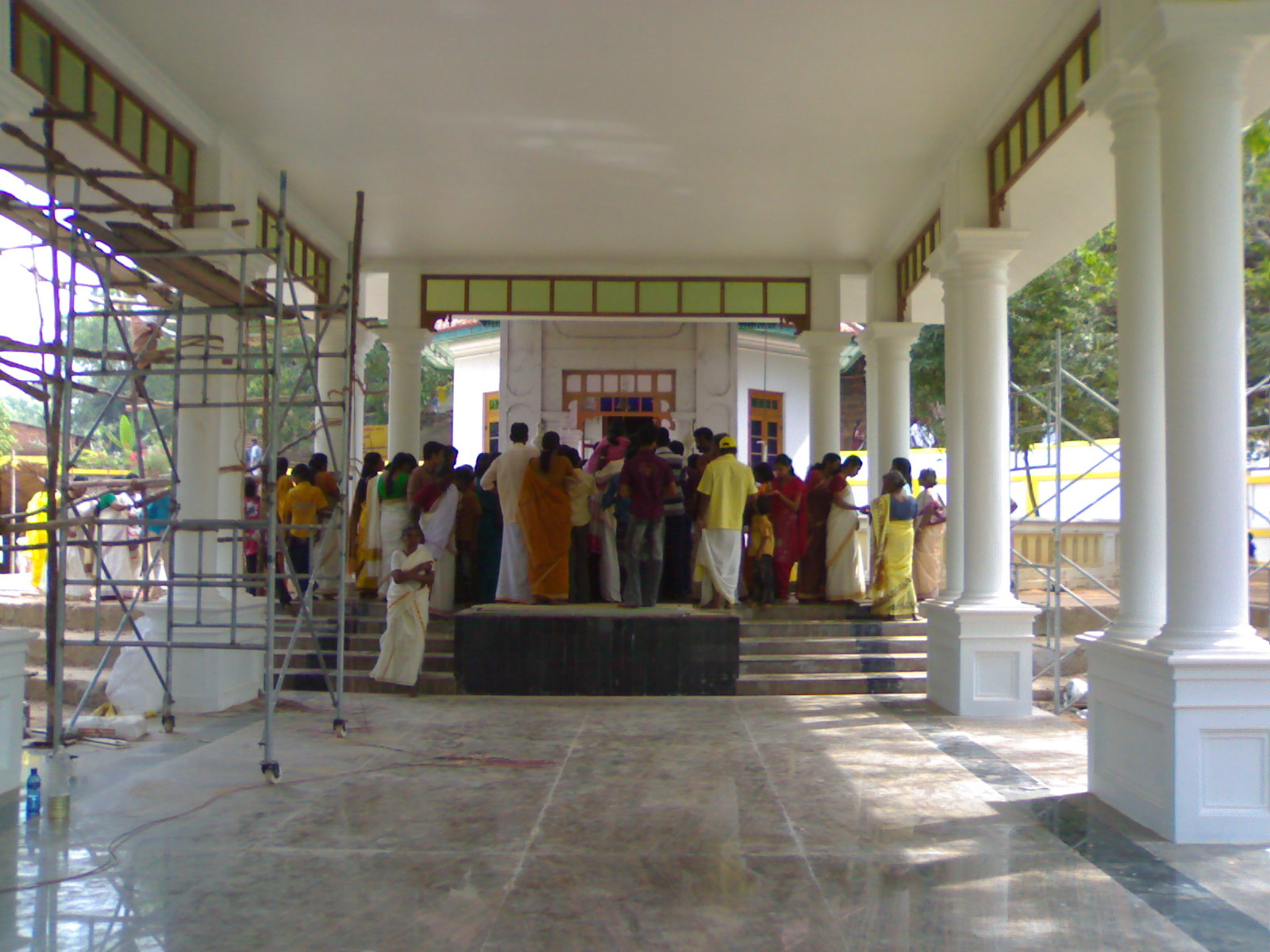
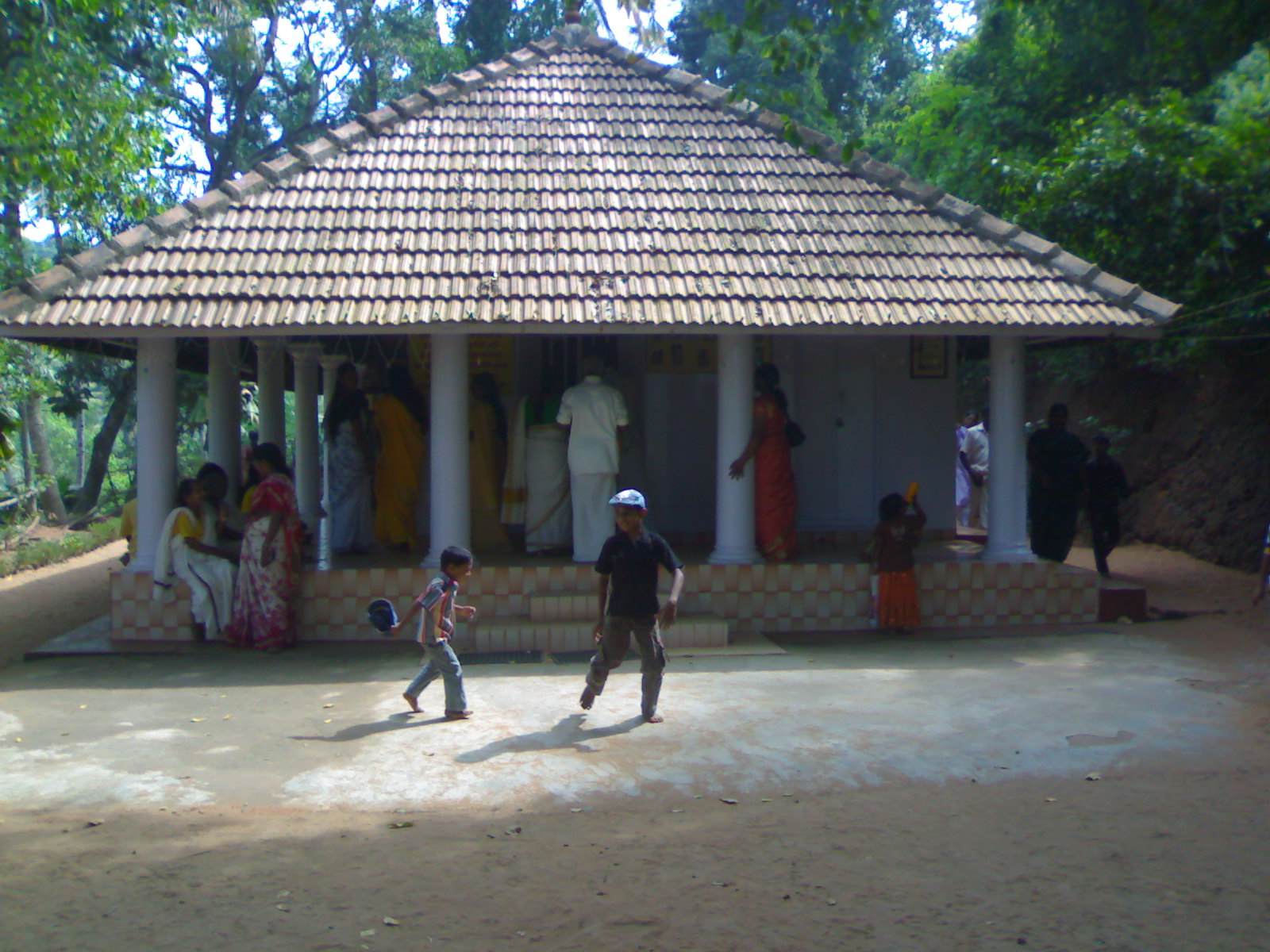
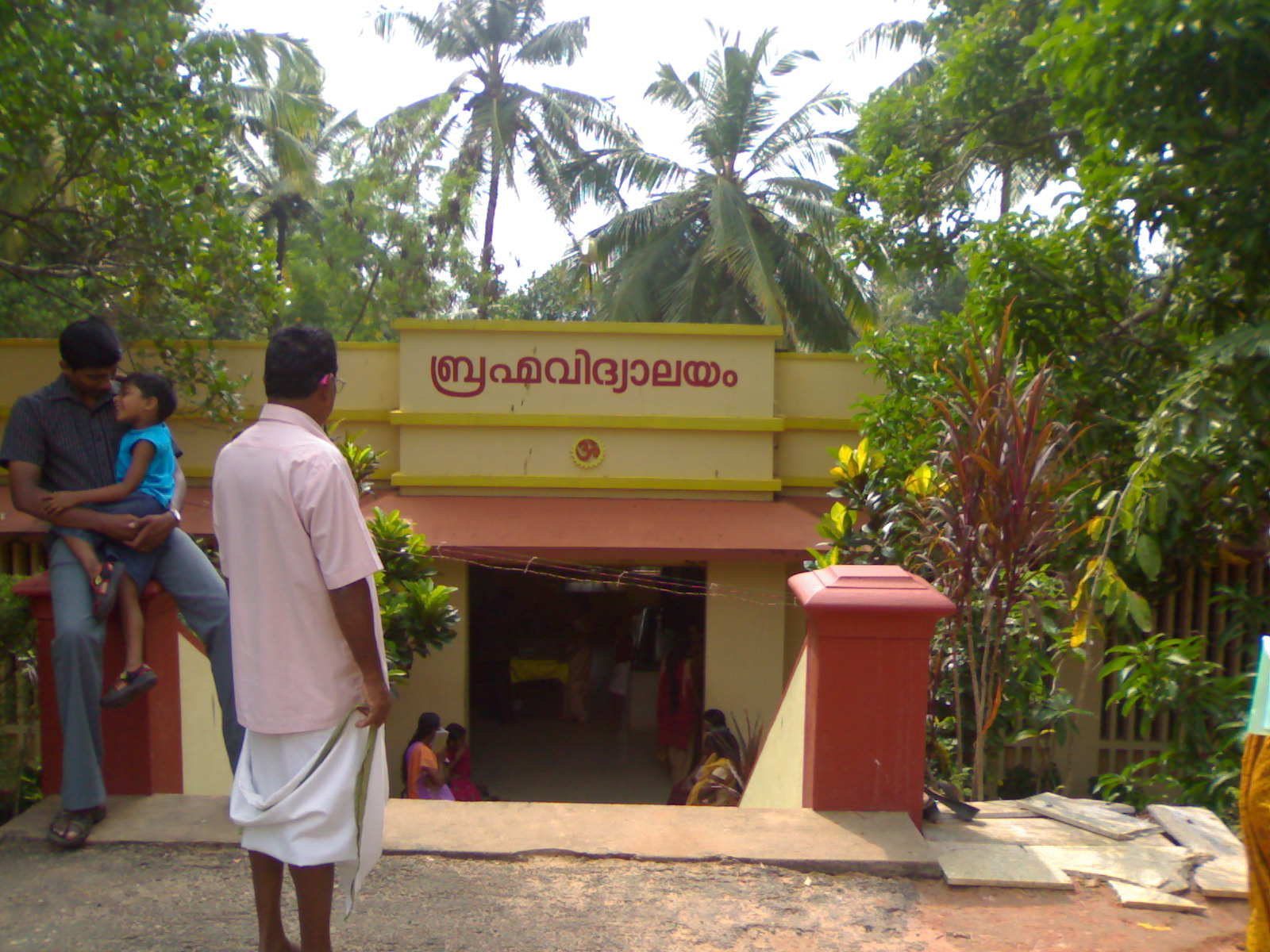
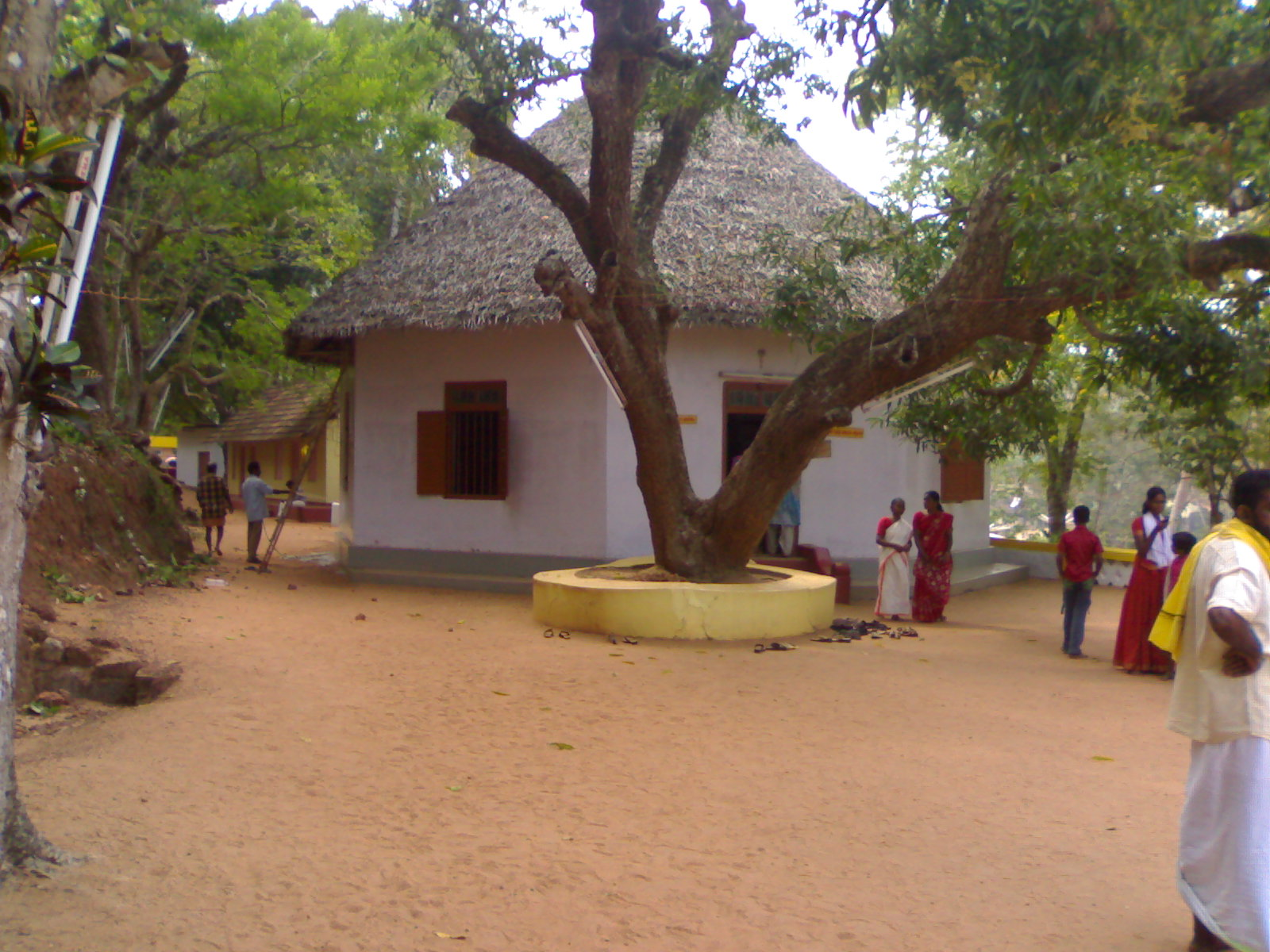